# Breiter Berg (Obernau)
Die Breiter Berg ist ein 629,9 m ü. NHN hoher Berg des Rothaargebirges. Er liegt im naturräumlichen Siegerland bei Sohlbach im nordrhein-westfälischen Kreis Siegen-Wittgenstein.

## Geographie

### Lage
Der Breite Berg erhebt sich in den Südwestausläufern des Rothaargebirges und im Süden des Naturparks Sauerland-Rothaargebirge. Sein zur Gemarkung Obernau gehörender Gipfel liegt etwa 1,7 Kilometer (km) (jeweils Luftlinie) südsüdöstlich von Sohlbach, 2,6 km ostsüdöstlich von Afholderbach, 1,5 km östlich von der Alten Burg und 1,3 km nordwestlich vom Forsthaus Hohenroth.

### Naturräumliche Zuordnung
Der Breite Berg gehört in der naturräumlichen Haupteinheitengruppe Süderbergland (Nr. 33) und in der Haupteinheit Siegerland (331) zur Untereinheit Siegerländer Rothaar-Vorhöhen (Siegquellbergland; 331.2). Die Landschaft leitet nach Osten in den Naturraum Eder- und Lahnkopf-Wasserscheide (Ederkopf-Lahnkopf-Rücken; 333.01) über, die in der Haupteinheit Rothaargebirge mit Hochsauerland (333) zur Untereinheit Kalteiche und Eder-Lahnkopf-Höhen (Dill-Lahn-Eder-Quellgebiet; 333.0) zählt.

### Fließgewässer
Der Breite Berg ist Teil eines Bergrückens, der die Täler und Nebentäler der Netphe auf der Nord- und Nordostseite und der Obernau im Südwesten trennt. Er setzt sich vom Gipfel beginnend in Richtung Alte Burg fort. Am Berg entspringen neben der Obernau auch einige Zuflüsse selbiger, deren Wasser schließlich die vom Wasserverband Siegen-Wittgenstein betriebene Obernautalsperre erreicht. Am Nordosthang des Bergs entspringt zudem ein namenloser Zufluss der Hohen Netphe und an seinem Südwesthang ein weiterer, der in Sohlbach der Netphe zufließt.

## Schutzgebiete
Auf dem Breiten Berg liegen Teile des Landschaftsschutzgebiets Netphen (CDDA-Nr. 390136; 1985 ausgewiesen; 118,9074 km² groß) und des Fauna-Flora-Habitat-Gebiets Rothaarkamm und Wiesentäler (FFH-Nr. 5015-301; 34,4146 km²).

## Verkehr und Wandern
Über die Gipfelregion des Breiten Bergs verlaufen mehrere gut ausgebaute Wanderwege. Zum Beispiel führt hinüber die einzige Strecke zur Alten Burg, bei der keine extremen Steigungen überwunden werden müssen.